# Терни (Краматорський район)
Терни́ — село в Україні, в Лиманській міській громаді Краматорського району Донецької області. У селі мешкає 16 осіб.

## Відомі уродженці
- Лях Віталій Васильович (1942) — доктор філософських наук, професор.
- Бордюгов Андрій Олексійович (1922—2003) — радянський льотчик, учасник Німецько-радянської війни на боці СРСР, Герой Радянського Союзу (1945).